# Nannophrys naeyakai
Nannophrys naeyakai é uma espécie de anfíbio anuro da família Dicroglossidae. Está presente no Sri Lanka. A UICN classificou-a como em perigo de extinção.